# Back in Service: strojvůdce metra
Back in Service: strojvůdce metra je česká nezávislá počítačová hra, která simuluje život strojvedoucího pražského metra. Hra byla vydána v předběžném přístupu 27. ledna 2025 na platformě Steam. Autorem hry je Dominik Vojta. Ve hře jsou momentálně k dispozici soupravy Ečs a 81-71 na úseku trasy A, Dejvická až Želivského.

## Hratelnost
Hra spočívá v jízdě metrem, za kterou hráč získává herní peníze a zkušenostní body. Za ty si ve hře lze koupit různé vylepšení soupravy. Dalším způsobem k získání zkušenostních bodů je plnění různých úkolů, které jsou do hry pravidelně přidávány. Před jízdou si může hráč vybrat jaký úsek trasy chce ujet a vygeneruje si jízdní řád s nastavitelným předstihem. Při jízdě musí hráč nejen ovládat soupravu, ale také komunikovat přes vysílačku, zapínat hlášení a otevírat a zavírat dveře a držet se jízdního řádu, čím více splní, tím více zkušenostních bodů a herních peněz získá. Hra také počítá počet perfektních zastavení ve stanici, za které po překonání určitých počtů hráč získává achievementy. Ve hře je implementován také AI provoz.

## Vývoj a vydání
Nejprve byla hra ohlášena na Startovači, kde měla za cíl vybrat 74 tisíc korun na podporu vývoje, díky velké podpoře se ale nakonec jen za pár týdnů podařilo vybrat téměř desetinásobek. První verze byla pouze pro ty, kteří na Startovači hru podpořili, následně byla 27. ledna 2025 vydána i v předběžném přístupu na Steamu. Hra je zatím stále ve vývoji, aktuálně je v plánu je rozšíření linky A až na Depo Hostivař.